# Leposoma percarinatum
Espèce
Synonymes
- Hylosaurus percarinatus Müller, 1923
- Leposoma taeniata Noble, 1923
- Hylosaurus muelleri Mertens, 1925

Statut de conservation UICN

 LC  : Préoccupation mineure
Leposoma percarinatum est une espèce de sauriens de la famille des Gymnophthalmidae.

## Répartition
Cette espèce se rencontre :
- en Colombie ;
- au Venezuela ;
- au Guyana ;
- au Suriname ;
- en Guyane ;
- au Brésil en Amapá, au Pará, au Roraima, au Rondônia et en Amazonas ;
- en Bolivie au Pando.

## Description
C'est une espèce triploïde parthénogénétique.

## Publication originale
- Müller, 1923 : Neue oder seltene Reptilien und Batrachier der Zoologischen Sammlung des bayrischen Staates. Zoologischen Anzeiger, vol. 57, no 3/4, p. 39-61 (texte intégral).